# (646) Касталия
(646) Касталия (нем. Kastalia) — астероид главного пояса, который был открыт 11 сентября 1907 года немецким астрономом Августом Копффом в Гейдельбергской обсерватории и назван в честь древнегреческой нимфы Касталии.

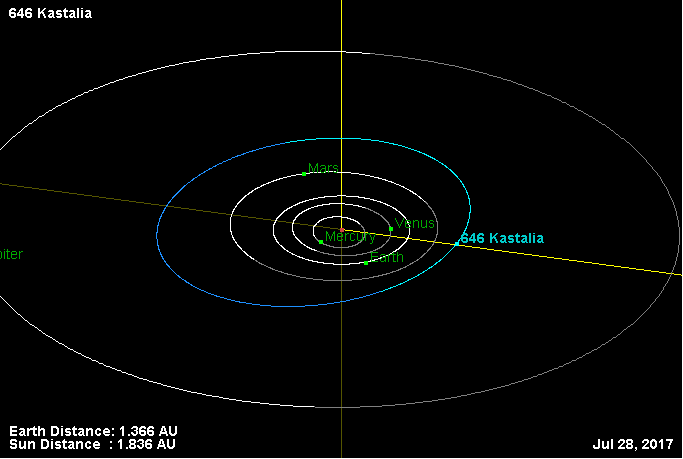
Орбита астероида Касталия и его положение в Солнечной системе